# Columbia Heights (Minnesota)

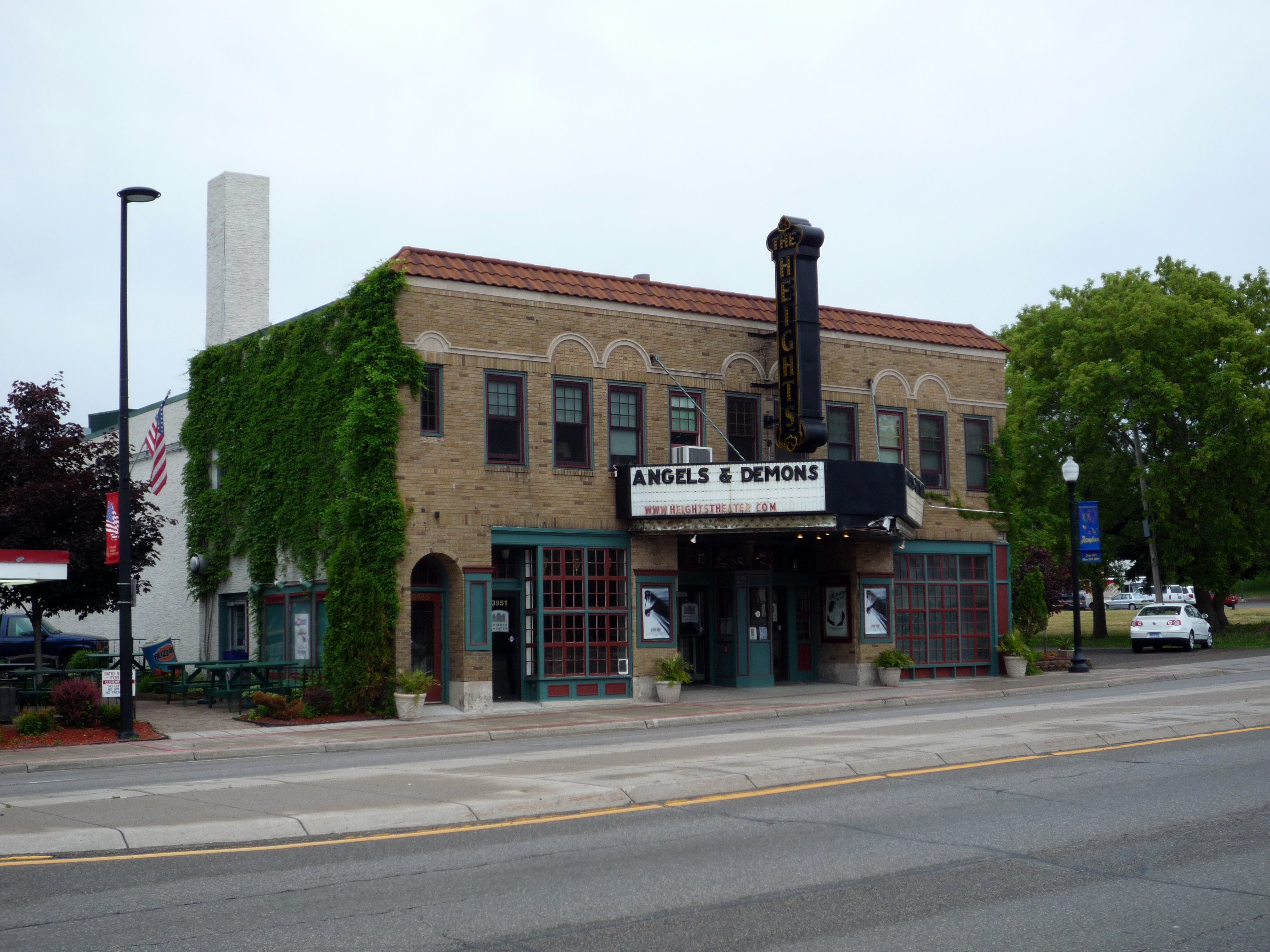

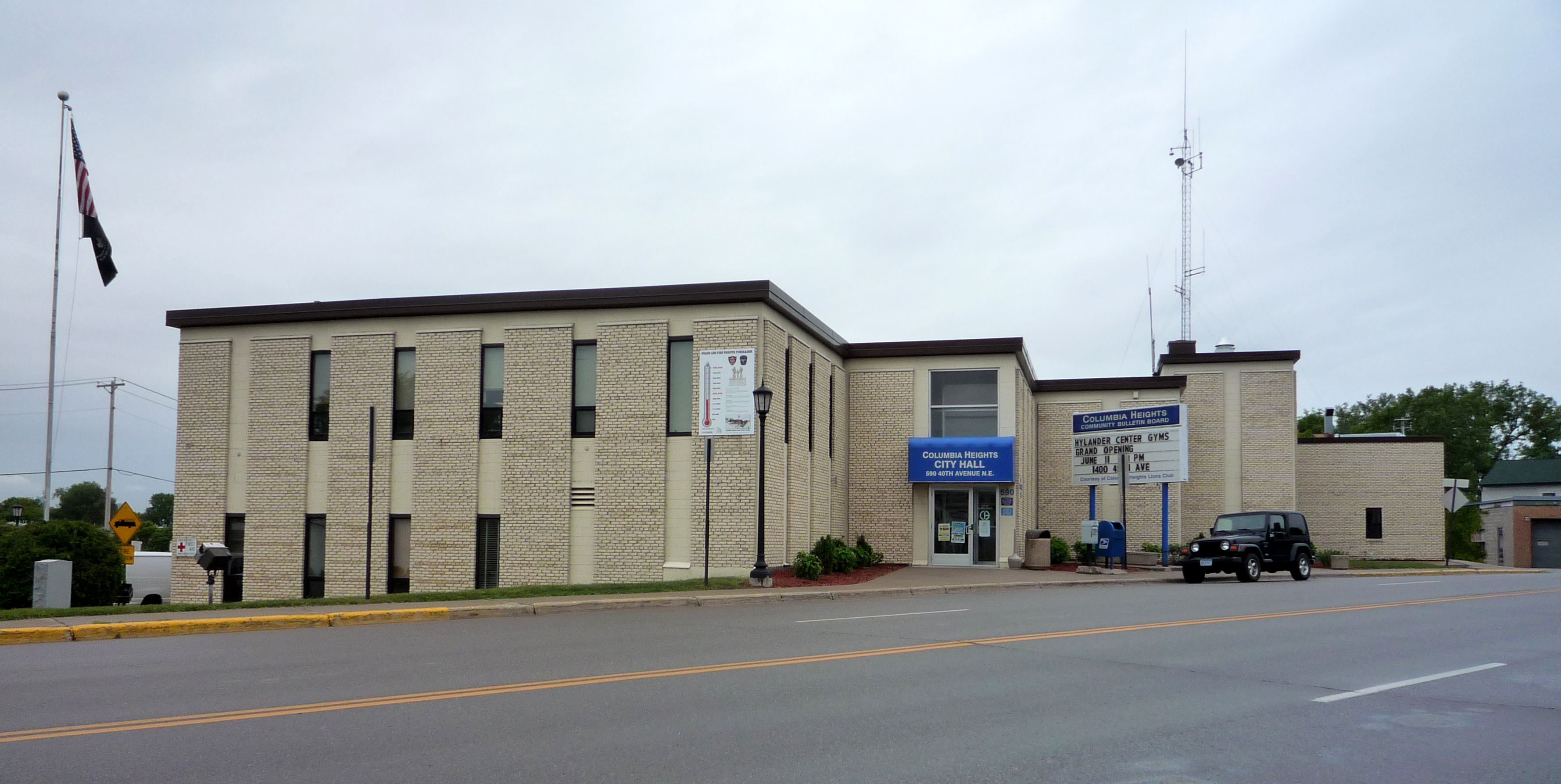

Columbia Heights – miasto w Stanach Zjednoczonych, w stanie Minnesota, w hrabstwie Anoka. Według danych spisowych z 2000 roku, liczy 18 520 mieszkańców, zajmując powierzchnię 9,2 km². Stanowi jedno z północnych przedmieść Minneapolis.
Columbia Heights powstało jako wieś 14 marca 1898, oddzielając się od miasta Fridley. 21 lipca 1921 miejscowość uzyskała prawa miejskie. Obecnie miasto jest lokalnym ośrodkiem kultury, posiada własny teatr, a w 2006 roku gościło festiwal muzyki metalowej Heathen Crusade.
Jest miastem partnerskim polskiego miasta Łomianki.